# Заречная (Пензенская область)
Заречная — деревня в Мокшанском районе Пензенской области России. Входит в состав Юровского сельсовета.

## История
В 1960 году указом Президиума Верховного Совета РСФСР деревня Хлыстовка переименована в Заречную.

## Население
| 1782 | 1864 | 1877 | 1910 | 1926 | 1930 | 1939 |
| ---- | ---- | ---- | ---- | ---- | ---- | ---- |
| 216  | ↗434 | ↘314 | ↗474 | ↘245 | ↗276 | ↘163 |
| 1959 | 1979 | 1989 | 1996 | 2002 | 2010 |      |
| ↘94  | ↗140 | ↗186 | ↗301 | ↗312 | ↗315 |      |